# Joseph Krumgold
Joseph Quincy Krumgold (Jersey City, 9 aprile 1908 – Hope, 10 luglio 1980) è stato uno scrittore e sceneggiatore statunitense.

## Biografia
Joseph Quincy Krumgold nasce a Jersey City, nel New Jersey, il 9 aprile 1908.
Introdotto negli ambienti hollywoodiani dal padre, gestore di sale cinematografiche, si laurea all'Università di New York e inizia a lavorare come sceneggiatore per la Metro-Goldwyn-Mayer
Nel 1935 pubblica il suo unico romanzo per adulti, il giallo Thanks to Murder e in seguito dà alle stampe opere per ragazzi come i semidocumentaristici e didattici I pascoli dell'altipiano, Onion John ed Henry 3.
Sposatosi nel 1946 con Helen Litwin dalla quale ha un figlio, lavora anche come sceneggiatore e regista in opere propagandistiche e opera alcuni anni in Israele dirigendo alcuni film-documentari.
Primo scrittore a vincere per due volte la Medaglia Newbery, muore a 72 anni il 10 luglio 1980 a causa di un infarto a Hope.

## Opere principali

### Letteratura per ragazzi
- Sweeney's Adventure (1942)
- I pascoli dell'altipiano (...And Now Miguel, 1953), Firenze, Giunti-Bemporad Marzocco, 1965 traduzione di Donatella Ziliotto
- Onion John (1959)
- Henry 3 (1967)
- The Most Terrible Turk: A Story of Turkey (1969)

### Romanzi
- Thanks to Murder (1935)

## Filmografia parziale
- Jim Hanvey, Detective, regia di Phil Rosen (1937) (sceneggiatura e produzione)
- Seven Miles from Alcatraz, regia di Edward Dmytryk (1942) (sceneggiatura)
- The Autobiography of a Jeep (1943) (regia)
- The Town, regia di Josef von Sternberg (1944) (sceneggiatura)
- La città magica (Magic Town), regia di William A. Wellman (1947) (soggetto)
- Out of Evil (1951) (regia)
- Dream No More (1953) (regia)

## Premi e riconoscimenti
- Medaglia Newbery: 1954 vincitore con I pascoli dell'altopiano e 1960 vincitore con Onion John
- Lewis Carroll Shelf Award: 1960 vincitore con Onion John